# ANYMORE
"ANYMORE"는 대한민국의 가수 서인영의 노래이다. 2012년 8월 20일 CJ E&M을 통해 디지털 싱글 형식으로 발매되었다.

## 개요
"ANYMORE"는 서인영이 1인 기획사 IY 컴퍼니를 설립 한 이후 처음으로 발표하는 노래로, 9개월만에 나온 서인영의 새 싱글이다. 이번 노래로는 방송 활동이나 홍보 활동을 하지 않는데, 지금까지 퍼포먼스 위주의 이미지에서 가창력을 내세운 모습을 보여주기 위한게 목표였기 때문이라고 한다. "ANYMORE"는 쿠시가 작곡한 곡으로, 지난 일과 떠난 남자에 대해 더 이상 미련을 갖지 않는다는 여자의 고백에 대한 노래이다.

## 트랙리스트
디지털 다운로드
1. "ANYMORE" ― 3:49

## 차트
| 차트 (2012)           | 최고 순위 |
| --------------------- | --------- |
| 가온 디지털 종합 차트 | 4         |
| 가온 다운로드 차트    | 3         |